# Kawasaki KLR650
La Kawasaki KLR650 est une moto trail de 650 cm3 produite par l'entreprise japonaise Kawasaki depuis 1987. Sa production a été arrêtée en 2018 puis reprise en 2022 pour y intégrer un moteur à injection et un système ABS.

## Variantes

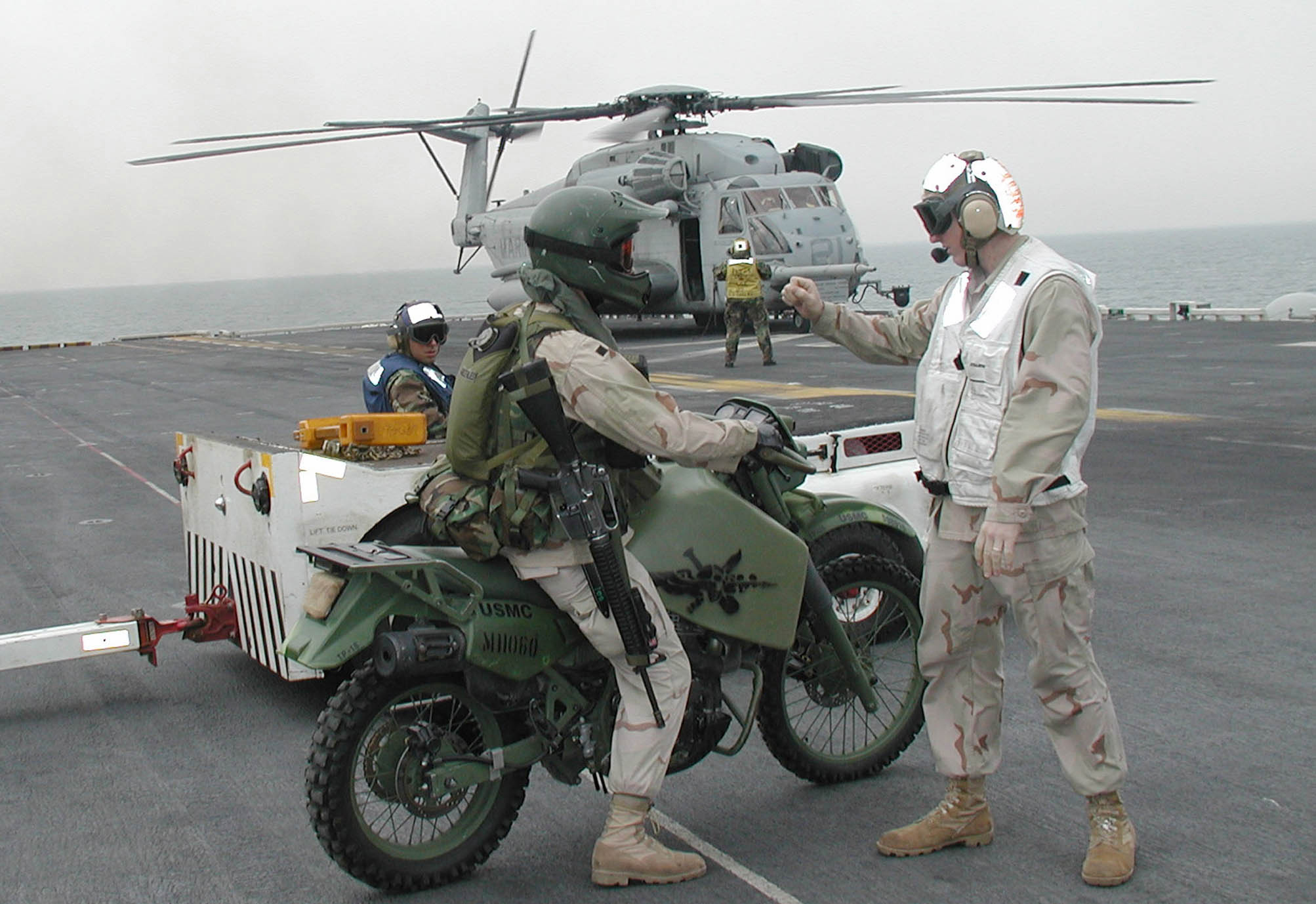
La variante en usage chez l'USMC en 2003.

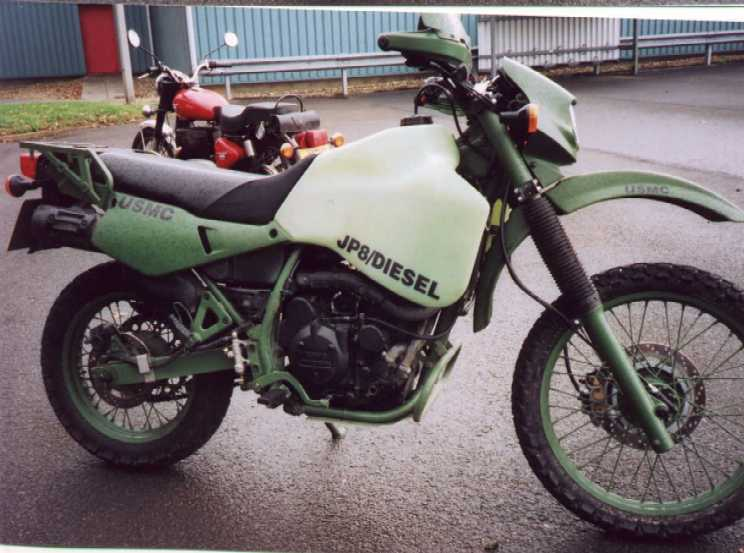
Une autre KLR650 de l'USMC, officiellement désignée sous le code « M1030m1 ».

### Génération 1

#### KLR650-A
Le modèle A a été commercialisé en 1987, basée sur son prédécesseur, la KLR600 (1984 à 1986). Le modèle A est resté quasiment inchangé jusqu'à l'introduction du modèle 2008 aux États-Unis, Canada et Europe.

#### KLR650-A «Tengai»
La Tengai a un look aventurier, semblable au véhicules des rallyes Dakar. L'appellation « Tengai » renvoie dans le japonais ancien « La fin du ciel ».

#### KLR650-C
La variante C reçoit un cadre redessiné, rendant la moto plus orientée sur l'offroad. La fourche a un diamètre de 41 mm, le tablier de carter en alu, les freins sont renforcés et le réservoir réduit à 14 l.

#### M1030M1
L'armée américaine a modifié des KLR650 par Hayes Diversified Technologies pour brûler des carburants de spécifications militaires, y compris le diesel. 

### Génération 2

#### KLR650-E
L'année 2008 correspond à une remise à niveau majeure du design de la moto ; en particulier, la fourche de 41 mm est généralisée. Cette version est discontinuée en 2018 et n'est pas remplacée dans l'immédiat.

### Génération 3
Après quatre ans d'absence, la KLR650 refait son entrée en 2022 avec un design redessiné et plusieurs améliorations apportées. Elle délaisse son carburateur pour un système d'injection, intègre un système ABS et ajoute un indicateur de niveau de carburant ainsi qu'une horloge sur un écran LCD.